# Arne Åhman
Per Arne Åhman (Nordingrå, 4 de fevereiro de 1925) é um ex-atleta e campeão olímpico sueco.
Triplista e saltador de altura, disputou as duas modalidades em campeonatos europeus, conquistando a medalha de bronze no salto triplo no Campeonato Europeu de 1946 e a medalha de prata no salto em altura e o quinto lugar no salto triplo do Europeu de 1950. Seu grande momento no atletismo foi a medalha de ouro olímpica no salto triplo em Londres 1948.